# Велчов заговор

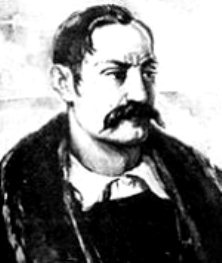
Велчо Атанасов, назначенный князем Тырново, в связи с чем планируемое восстание носит его имя.

Велчов заговор или Болгарский заговор 1835 года (болг. Велчова завера) — неудачная попытка восстания за освобождение Болгарии.
Болгарская историография в конце XX века скорректировала свое мнение о том, что организованная национально-освободительная борьба болгар восходит к временам после Крымской войны. Фактически, эта организованная борьба началась во время русско-турецкой войны 1806—1812 годов — после дворцовых переворотов в Османской империи в 1807—1808 годах — с созданием Болгарской земской армии.
Русско-турецкая война 1828—1829 годов разрешила вопрос о национальной независимости Греции. Была консолидирована автономия Сербии, Валахии и Молдавии. Таким образом, слишком большая часть европейской Турции оставалась практически вне контроля султана. Кроме того, Россия завоевала право покровительствовать порабощенным христианам на Балканах. Османская империя окончательно утратила былой престиж могущественной державы. С заключением Ункьяр-Искелесийского договора безопасность Османской империи стала зависеть от военного вмешательства России. Последнему даже была предоставлена возможность пропустить свои военные корабли через проливы без специального разрешения. Именно в этом контексте начались первые робкие, непоследовательные и бессистемные попытки реформирования Османской империи. Болгары увидели в этой ситуации свой золотой шанс для национального освобождения.
Идея заключалась в следующем: по примеру восстания Асеня и Петра в 1185  году организованно прорваться в Тырново. Первоначально 100 повстанцев должны были быть организованы в каждом окружающем селе, чтобы присоединиться к основным 2000, которые будут замаскированы под плотников для восстановления Варненской крепости. Число повстанцев должно было достигнуть 10 000, что нейтрализовало сильный османский гарнизон в Тырново. Вторым центром восстания была Силистра, где командовал Георгий Мамарчев, а гарнизон состоял из болгар для русской военной службы. В окрестностях Силистры (Караорман) находилось кладбище оружия, так как 20-мильная зона вокруг города находилась под контролем России, чтобы гарантировать выплату репараций по Адрианопольскому мирному договору 1829 года. Подготовка к восстанию началась в 1831 году и длилась пять5 лет в полной секретности русским военным командованием в Бухаресте и, в частности, генералом Павлом Киселёвым.
Заговор раскрылся в результате предательства. Главных заговорщиков пытали и повесили, и только Георгий Мамарчев как подданный Российской империи был приговорён к ссылке, где и скончался. Заговорщикам удалось уничтожить списки заговорщиков, поэтому массовых репрессий удалось избежать.
Восстание стало самой низкой точкой болгарско-российских отношений в Новое время, поскольку Османская империя в 1830-х годах стала сателлитом Российской империи и российских военных в Валахии. Эта ситуация окончательно изменилась после Крымской войны с созданием Славянского благотворительного общества.

## Примечание
1. ↑  This article aims to prove that captain Georgi Mamarchev was the leading figure in the organization and the conduct of one of the first independent revolutionary campaigns against the Ottoman rule. On this basis the author grounds his thesis that it is more precise to refer to this conspiracy as «The Bulgarian Conspiracy of 1835» in stead of «Velcho’s Conspiracy» according to the tradition in the Bulgarian historiography. Дата обращения: 29 сентября 2021. Архивировано 26 сентября 2021 года.
2. ↑  Нишкото въстание през 1841 г. и европейската дипломация. Дата обращения: 29 сентября 2021. Архивировано 29 сентября 2021 года.
3. ↑  Социално-икономически и политически предпоставки за въстанието. Дата обращения: 29 сентября 2021. Архивировано 29 сентября 2021 года.
4. ↑  Капитан Георги Мамарчев. Дата обращения: 29 сентября 2021. Архивировано 26 сентября 2021 года.
5. ↑  Велчовы заговор, 1835 г. — заговор для освобождения Тырново и для болгарского князя. Дата обращения: 29 сентября 2021. Архивировано 29 сентября 2021 года.
6. ↑  Судьба капитана Мамарчева — из Порта преданы русским, которые подло возвращают его туркам. Дата обращения: 29 сентября 2021. Архивировано 29 сентября 2021 года.